# Département de Loreto (Argentine)
Pour les articles homonymes, voir Loreto.
Le département de Loreto est une des 27 subdivisions de la province de Santiago del Estero en Argentine. Son chef-lieu est la ville de Loreto.
Le département a une superficie de 3 337 km2. Sa population s'élevait à 17 442 habitants en 2001.

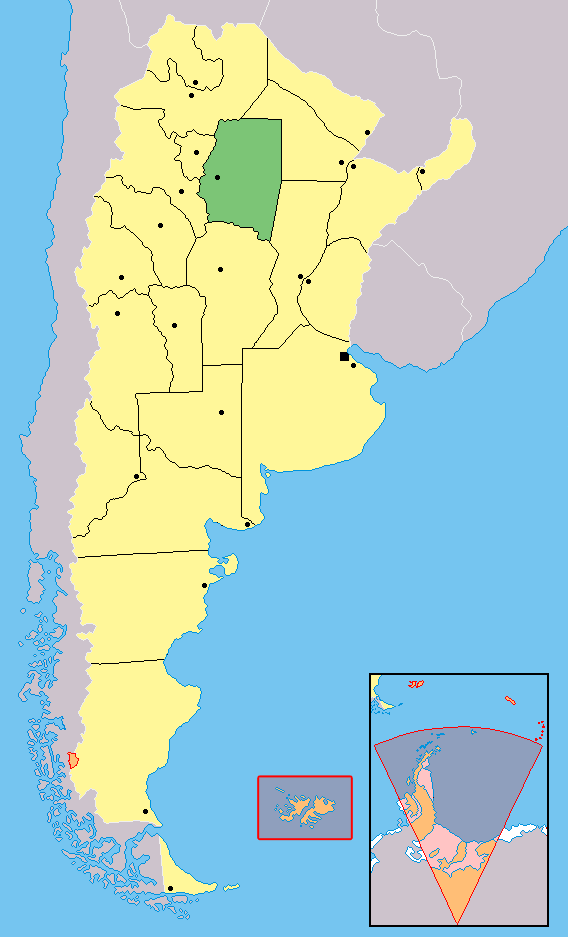
Localisation de la province de Santiago del Estero en Argentine